# Marius Lindvik
Marius Lindvik (* 27. června 1998) je norský skokan na lyžích. První závod vyhrál 1. ledna 2020 v Ga-Pa během Turné čtyř můstků 2019/2020. Na zimních olympijských hrách v Pekingu v roce 2022 zvítězil v závodě na velkém můstku. V březnu téhož roku se stal mistrem světa v letech.

## Kariéra
V září 2015 debutoval v letní části Kontinentálním poháru v závodu v Oslu. Na pódium se postavil poprvé v prosinci 2017 ve Vancouveru a poprvé vyhrál v lednu lednu 2018 v Titisee-Neustadtu. Světového poháru ve skocích na lyžích se poprvé zúčastnil v prosinci 2015 v Lysgårdsbakkenu. Pravidelně se Světového poháru účastní od ledna 2018. Na Zimních olympijských hrách v roce 2022 zvítězil v závodě na velkém můstku, a to před Rjójem Kobajašim a Karlem Geigerem.